# Miss Israele 2002
Questa pagina raccoglie le informazioni sull'edizione di Miss Israele del 2002. Vincitrice del concorso è stata Yamit Har-Noy.

## Risultati

### Piazzamenti
| Risultato finale  | Concorrente                       |
| ----------------- | --------------------------------- |
| Miss Israele 2002 | - Yamit Har-Noy                   |
| 2ª classificata   | - Karol Lowenstein                |
| 3ª classificata   | - Shelly Dina’i                   |
| 4ª classificata   | - Dina Serby                      |
| Top 6             | - Haya Reflini - Hadar Sabag      |
| Top 10            | - Diana kromer - Vered ben shlomo |